# Chataki, Belur
Chataki là một làng thuộc tehsil Belur, huyện Hassan, bang Karnataka, Ấn Độ.